# Hurst (Berkshire)
Hurst – wieś w Anglii, w hrabstwie ceremonialnym Berkshire, w dystrykcie (unitary authority) Wokingham, w civil parish St. Nicholas, Hurst. Leży 9 km na wschód od centrum miasta Reading i 51 km na zachód od centrum Londynu.